# Maksymilian Balcerowski
Maksymilian Balcerowski (ur. 20 lipca 2007 w Warszawie) – polski aktor telewizyjny i filmowy.

## Kariera
W filmografii zadebiutował w 2015 roku za sprawą roli Karolka w serialu Wesołowska i mediatorzy. W latach 2019–2020 grał Igora Zimę, syna Doroty w serialu Zawsze warto oraz Jakuba w serialu W rytmie serca. W latach 2021–2022 wcielał się w rolę Juliusza Matejko w serialu Komisarz Mama.

## Filmografia
- 2015: Wesołowska i mediatorzy – Karolek (odc. 1)
- 2016: Na sygnale – Julek (odc. 98)
- 2016: Na dobre i na złe – Franek, syn Aliny (odc. 653)
- 2016-2017: Druga szansa – Jaś Rak, syn Lidki i Grzegorza
- 2017: Sztuka kochania – Krzyś Wisłocki, syn Wandy i Stanisława w wieku 9 lat
- 2017: O mnie się nie martw – Oskar (odc. 75)
- 2017: Niania w wielkim mieście – Leon Kowalik, podopieczny Lilki (odc. 1)
- 2017: Na sygnale – Janek (odc. 171)
- 2018: Wilkołak – Chudy
- 2018: Miłość jest wszystkim – Borys, syn Krysi i Dominika
- 2019: Całe szczęście – Filip Turski, syn Roberta
- 2019–2020: W rytmie serca – Jakub, syn Wojciecha (odc. 40, 51-52, 55-56, 59, 61, 63, 65-66, 68, 70-71, 74)
- 2019–2020: Zawsze warto – Igor Zima, syn Doroty (odc. 1-16, 18-20, 23-24)
- 2019: Ikar. Legenda Mietka Kosza – Marek, syn Marty
- 2021–2022: Komisarz Mama – Juliusz Matejko, syn Marii[2]
- od 2021: Na sygnale – Czarek - od odcinka 326
- 2021: The Office PL – syn Gosi (odc. 7)
- 2022: Szadź – ministrant (odc. 16-19)